# Olenecamptus griseipennis
Olenecamptus griseipennis là một loài bọ cánh cứng trong họ Cerambycidae.